# Luboń
Luboń es una ciudad en Voivodato de Gran Polonia, cerca de Poznań. La ciudad está situada en la margen de Río Varta. En esta ciudad durante de Segunda Guerra Mundial estaba campo de internamiento alemán de Żabikowo (desde 1943 hasta 1945). Ahora, en lugar donde estaba lo, esta un monumento "Guerra nunca más", esculpido por Józef Gosławski en 1956.